# Viviendas en el 26, 28 y 30 de la Calle Jones
Las Viviendas en el 26, 28 y 30 de la Calle Jones  es un sitio histórico ubicado en Nueva York, Nueva York. Las Viviendas en el 26, 28 y 30 de la Calle Jones se encuentra inscrita  en el Registro Nacional de Lugares Históricos desde el 3 de junio de 1982.  

## Ubicación
Las Viviendas en el 26, 28 y 30 de la Calle Jones se encuentra dentro del condado de Nueva York en las coordenadas 40°43′53″N 74°00′10″O / 40.731389, -74.002778.